# Río Orange
El río Orange (en afrikáans: Oranjerivier; en inglés: Orange River) es el segundo río más importante del sur de África después del río Zambeze y el más importante de la república de Sudáfrica. Fluye en dirección oeste desde su nacimiento en los montes Drakensberg, Lesoto, hasta su desembocadura en el océano Atlántico junto a la ciudad de Alexander Bay, a mitad de camino entre Walvis Bay y Ciudad del Cabo. Tiene un recorrido de 2200 km y en su tramo final forma la frontera entre Sudáfrica y Namibia.
Su principal afluente es el río Vaal, el cual también nace en la cordillera Drakensberg, al este de Johannesburgo y forma la frontera entre el Transvaal y el Estado Libre, antes de unirse con el Orange al suroeste de Kimberley. Tras unirse con el Vaal, el Orange recorre los terrenos áridos y salvajes del sur de la región de Kalahari y Namaqualand.  
Durante los últimos 800 km de su curso recibe muchos arroyos intermitentes y varios wadis.  El volumen del caudal se reduce considerablemente debido a la evaporación. En la estación de lluvias, el Orange se convierte en un impetuoso torrente.
El río fue descubierto por europeos en 1760 y fue bautizado con el nombre de la Casa de Orange de los Países Bajos alrededor de 1777-79.

## Historia

### Etimología
Algunos de los primeros habitantes precoloniales llamaron al río ǂNūǃarib, refiriéndose a su color negro, o a veces simplemente Kai !Arib ("Gran río"), del cual se deriva la versión afrikáans Gariep, y la traducción "Groote Rivier". El primer nombre holandés para el río era solo esa traducción, Groote Rivier, que significa "Gran Río". El río fue nombrado río Orange por el coronel Robert Gordon, comandante de la guarnición de la Compañía Unida de las Indias Orientales (VOC) en Ciudad del Cabo, en un viaje al interior en 1779. Gordon nombró el río en honor a Guillermo V de Orange-Nassau. Una creencia popular pero incorrecta es que el río recibió su nombre por el color supuestamente anaranjado de su agua, a diferencia del color de su afluente, el río Vaal, derivado del nombre ǀHaiǃarib "río pálido" ( vaal significa en afrikáans pálido o gris). Desde el final del apartheid, el nombre "Gariep" ha tenido mayor favor en la correspondencia oficial en Sudáfrica, aunque el nombre "Orange" tiene mayor reconocimiento internacional. En Lesoto, donde nace el río, se lo conoce como río Senqu, derivado del nombre original Khoemana.

### Cambio del nombre del río
El Comité de Nombres Geográficos del Cabo Oriental ha anunciado su intención de considerar un cambio de nombre del nombre colonial, para esa parte del río que forma la frontera entre el Cabo Oriental y el Estado Libre, con sugerencias como IGqili o Senqu. El anuncio colocado en el periódico Aliwal Weekblad afirma que "se percibe que el nombre actual tiene una fuerte asociación con la historia de la subyugación colonial y, por lo tanto, no tiene cabida en la situación democrática actual".

### El Grootslang
En el folclore sudafricano, el río Orange se asocia a menudo con el Grootslang, un ser mítico parecido a una serpiente gigante, que a menudo se relaciona con los diamantes aluviales del río. Se dice que el Grootslang vive en una cueva llena de gemas conectada al río Orange por una tubería natural a través de la cual los diamantes entran gradualmente en el río. Otros lugares donde se dice que se esconde la criatura son el estanque bajo la catarata del Rey Jorge en Aughrabies Falls, que también se dice que es una fuente de diamantes, y una gran roca en medio del propio río. En esta versión de la leyenda, también se dice que el Grootslang depreda el ganado de las orillas del río.

## Curso
El Orange nace en las montañas Drakensberg, a lo largo de la frontera entre Sudáfrica y Lesoto, a unos 193 km (119,9 mi) al oeste del Océano Índico y a una altitud de más de 3000 m s. n. m. (metros sobre el nivel del mar). El extremo del río Orange dentro de Lesoto se conoce como el Senqu. Algunas partes del río Senqu se congelan en invierno debido a su gran altitud. Esto provoca sequías río abajo, que afectan sobre todo a la producción caprina y ganadera.
A continuación, el río Orange fluye hacia el oeste a través de Sudáfrica, formando el límite suroccidental de la provincia del Estado Libre. En este tramo, el río desemboca primero en la presa de Gariep (la mayor del país), y más tarde en la presa de Vanderkloof. Desde la frontera con Lesoto hasta más abajo de la presa de Vanderkloof, el lecho del río es profundamente incisivo. Más abajo, el terreno es más llano y el río se utiliza mucho para el riego.
En el punto occidental del Estado Libre, al suroeste de Kimberley, el Orange se une a su principal afluente, el río Vaal, que a su vez forma gran parte de la frontera norte de la provincia. A partir de aquí, el río fluye hacia el oeste a través de la árida naturaleza de la región meridional del Kalahari y de Namaqualand en la Provincia del Cabo Septentrional para encontrarse con Namibia a 20° de longitud E. Desde aquí, fluye hacia el oeste a lo largo de 550 km, formando la frontera internacional entre la provincia y la región de Karas de Namibia. En la frontera, el río pasa por la ciudad de Vioolsdrif, el principal puesto fronterizo entre Sudáfrica y Namibia.

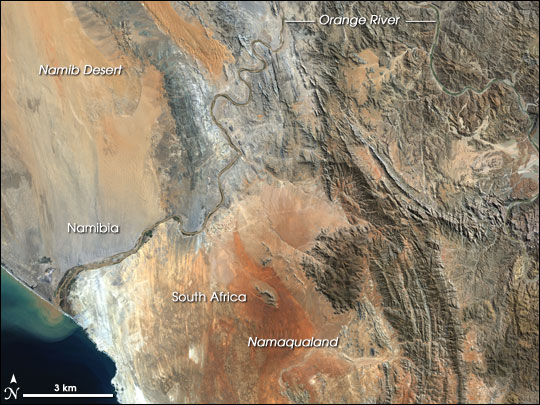
Esta imagen muestra sólo los últimos 100 km aproximadamente del río Orange, en el que los depósitos de grava en el lecho del río y a lo largo de las orillas son ricos en diamantes, y varias minas de diamantes operan a lo largo de este tramo

En los últimos 800 km (497,1 mi) de su curso, el Orange recibe muchos arroyos intermitentes, y varios grandes wadi desembocan en él. En este tramo, el Desierto del Namib termina en la orilla norte del río, por lo que, en circunstancias normales, el volumen de agua añadido por estos afluentes es insignificante. Aquí, el lecho del río vuelve a estar profundamente inciso. Las cataratas Augrabies se encuentran en este tramo del Orange, donde el río desciende 122 m (400 ft) en un recorrido de 26 km (16,2 mi).
El Orange desemboca en el Océano Atlántico entre las pequeñas ciudades de Oranjemund (que significa "boca del Orange ") en Namibia y Alexander Bay en SudÁfrica, equidistante entre Walvis Bay y Ciudad del Cabo. A unos 33 km de su boca, se encuentra obstruido por rápidos y bancos de arena y no es navegable en la mayoría de sus tramos.

### Caída y precipitaciones

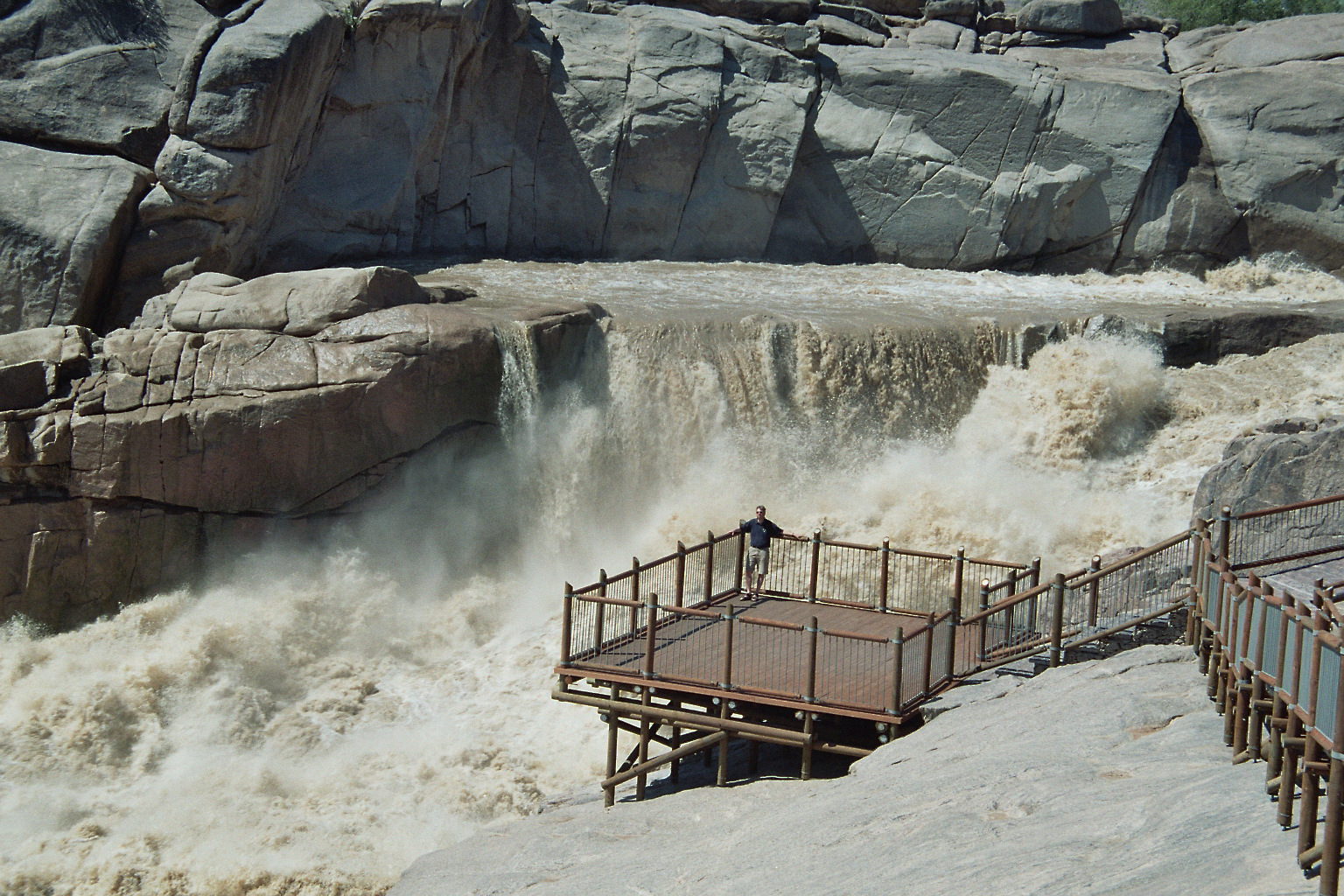
Las cataratas Augrabies en pleno caudal

En la estación seca, el volumen de agua del río se reduce considerablemente debido a la rápida escorrentía y a la evaporación. En el  nacimiento del Orange, las precipitaciones son de unos 2 mm (0,1 plg) anuales, pero las precipitaciones disminuyen a medida que el río fluye hacia el oeste; en su desembocadura, las precipitaciones son inferiores a 50 mm (2 plg) anuales. Sin embargo, los factores que favorecen la evaporación tienden a aumentar en dirección oeste. En la estación húmeda (verano), el río Orange se convierte en un torrente de color marrón. La enorme masa de sedimentos arrastrada constituye una amenaza a largo plazo para los proyectos de ingeniería en el río.
La cuenca total del río Orange (incluido el Vaal) se extiende por 973 km² (375,7 mi²), es decir, equivale aproximadamente al 77% de la superficie terrestre de Sudáfrica (1221,037 km2). Alrededor de 366 km² (141,3 mi²) (38%), sin embargo, están situados fuera del país, en Lesoto, Botsuana y Namibia.

### Tributarios
- Río Vaal - 1,458 kilómetros (0,9 mi)
- Río Caledon - 642 kilómetros (398,9 mi)
- Río Khubelu - 144 kilómetros (89,5 mi)

### Presas
- Presa de Armenia
- Presa de Egmont
- Presa de Gariep
- Presa de Newberry
- Presa de Vanderkloof
- Presa de Welbedacht

## Economía

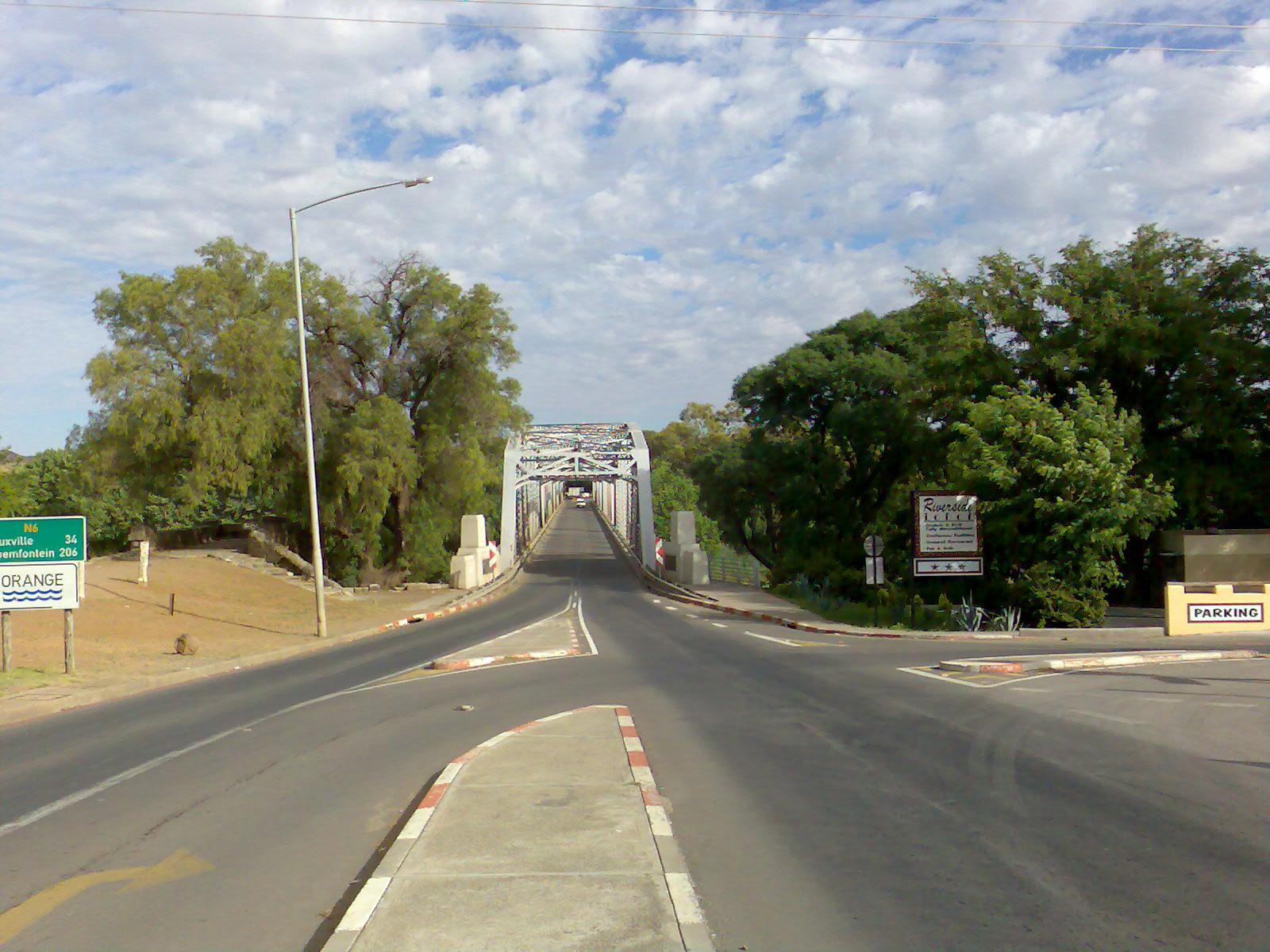
El puente General Hertzog sobre el río Orange en Aliwal Nort en la frontera suroeste con eel Estado Libre: a la izquierda se observan los restos del puente Frere.

Como punto de recolección de la mayor parte del agua de Sudáfrica, el río Orange juega un papel importante en el apoyo a la agricultura, la industria y la minería. Para ayudar en esto, se han creado dos grandes esquemas de agua, el Proyecto del Río Orange y el Proyecto de Agua de las Tierras Altas de Lesoto. Históricamente, el río desempeñó un papel importante en la fiebre del diamante de Sudáfrica, y los primeros diamantes del país se descubrieron en depósitos aluviales en Orange. Hoy, varias minas comerciales de diamantes operan a lo largo del tramo final del río Orange y alrededor de su desembocadura. Además, debido a la falta de animales peligrosos y los altos niveles de agua durante el verano, el río se utiliza para el canotaje recreativo y balsismo. El balsismo en el río Orange se ha vuelto muy popular entre muchas empresas que utilizan sus campamentos a lo largo del río desde donde operan. Los viajes más populares son los viajes fluviales de cuatro y seis días que se realizan a lo largo del desfiladero más abajo de las cataratas Augrabies o a lo largo del área de Richtersveld.

### Proyecto Río Orange

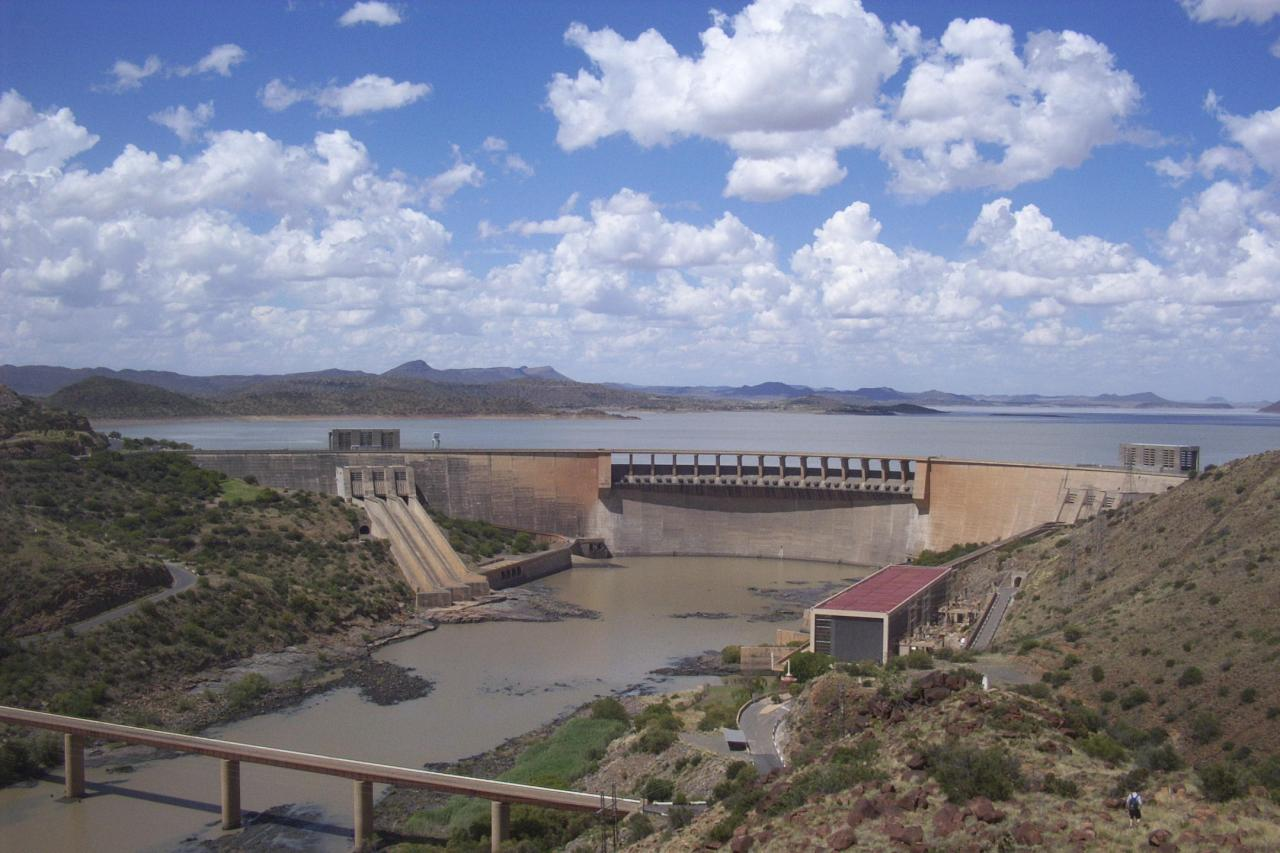
La presa Gariep en el río Orange es la presa más grande de Sudáfrica y fue una parte clave del proyecto del río Orange.

El Proyecto Orange River (ORP) fue uno de los proyectos más grandes e imaginativos de su tipo en Sudáfrica. Fue construido por el gobierno de Hendrik Verwoerd en el apogeo de la era del apartheid. El ORP se construyó para utilizar el agua no utilizada del río Orange, que, sin el río Vaal, representa alrededor del 14,1 % de la escorrentía total en Sudáfrica, y en el proceso, para satisfacer la creciente demanda de agua. Los principales objetivos del proyecto fueron:
- para estabilizar el caudal del río,
- la generación y transmisión de energía hidroeléctrica,
- para proporcionar un suministro de agua confiable para los usuarios en la cuenca del río Orange, y
- para dar una nueva vida a las áreas con escasez de agua en el Cabo Oriental, como los valles de Great Fish y Sundays River.

La presa Gariep cerca de Colesberg, anteriormente denominada presa Hendrik Verwoerd cuando se construyó, es la principal estructura de almacenamiento dentro del río Orange. Desde aquí, el agua se suministra en dos direcciones, hacia el oeste a lo largo del río Orange (a través de generadores de energía hidroeléctrica) hasta la presa Vanderkloof, que anteriormente se llamaba presa PK le Roux, y hacia el sur a través del túnel Orange-Fish hasta el Cabo Oriental.

#### Hidroelectricidad
Eskom opera centrales hidroeléctricas tanto en la presa Gariep como en la presa Vanderkloof. La central hidroeléctrica de Vanderkloof Dam fue la primera central de generación de energía en Sudáfrica situada completamente bajo tierra. Las ciudades de Oviston y Oranjekrag se establecieron para facilitar la construcción y operación de la nueva infraestructura.

#### Irrigación
La irrigación en la vasta área aguas abajo de la represa Vanderkloof, que ha convertido miles de hectáreas de áridos veld en tierras agrícolas altamente productivas, fue posible gracias a la construcción de las represas Gariepand Vanderkloof. Los esquemas de riego antiguos y establecidos, como los de Buchuberg, Upington, Kakamas y Vioolsdrif, también se han beneficiado porque ahora es posible regular el flujo. En el lado namibio del río, Aussenkehr produce uvas con la ayuda del agua del Orange.
En los últimos años, las áreas productoras de vino a lo largo del río Orange han crecido en importancia. El riego en el Cabo Oriental también ha recibido un tremendo impulso, no solo por la disponibilidad de agua adicional, sino también por la mejora en la calidad del agua. Sin esta mejora, los cultivadores de cítricos a lo largo del río Lower Sundays seguramente habrían seguido sufriendo pérdidas de productividad.

### Proyecto de agua de en las Tierras Altas de Lesoto
El Proyecto de Agua de las Tierras Altas de Lesoto fue concebido para complementar el suministro de agua en el Sistema del Río Vaal. El agua se entrega a Sudáfrica por medio del túnel de entrega que pasa por debajo de la frontera entre Lesoto y Sudáfrica en el río Caledon, y luego por debajo del río Little Caledon al sur de Clarens en el Estado Libre, y desemboca en el río Ash unos 30 km más allá. Al norte el esquema se hizo viable cuando la demanda de agua en Gauteng alcanzó niveles que ya no podían ser respaldados económicamente por esquemas alternativos como el esquema de almacenamiento por bombeo del río Tugela - río Vaal, que utilizó la represa Sterkfontein, ubicada cerca de Harrismith en el Estado Libre.

### Diamantes aluviales
En 1867, el primer diamante descubierto en Sudáfrica, el diamante Eureka, se encontró cerca de Hopetown en el río Orange. Dos años más tarde, se encontró un diamante mucho más grande conocido como la Estrella de Sudáfrica en la misma área, lo que provocó una fiebre de diamantes. Esto pronto fue eclipsado por la fiebre del diamante para extraer diamantes directamente de la kimberlita en Kimberley en 1871, aunque se siguieron encontrando diamantes aluvionales en Orange. Hoy, varias minas comerciales de diamantes operan en el último tramo del río, así como en las playas alrededor de su desembocadura. Las minas de diamantes también operan en el tramo medio del río.

### Rafting y piragüismo
Durante los templados meses de marzo y abril, si llueve bien y las esclusas de las presas están abiertas, un piragüista (o balsero) puede recorrer fácilmente 30 kilómetros (18,6 mi) al día. Los tramos inferiores del río son los más populares por su espectacular topografía. Existen excursiones comerciales que parten de la ciudad fronteriza de Vioolsdrif.

## Fauna
El río Orange no tiene grandes animales. Se encuentra fuera del área de distribución del cocodrilo del Nilo, y aunque hippopotami fueron abundantes en el pasado, fueron cazados hasta su exterminio en el siglo XIX. El río Orange tiene una relativa escasez de diversidad de especies. Un estudio de 2011 de 13.762 peces encontró sólo 16 especies de peces presentes.[cita requerida]  Tres de ellas, la carpa común, la tilapia de Mozambique y el pez mosquito occidental son no autóctonas.[cita requerida]  Otra especie exótica, la trucha arco iris, se encuentra en la cabecera del río en Lesoto.
.

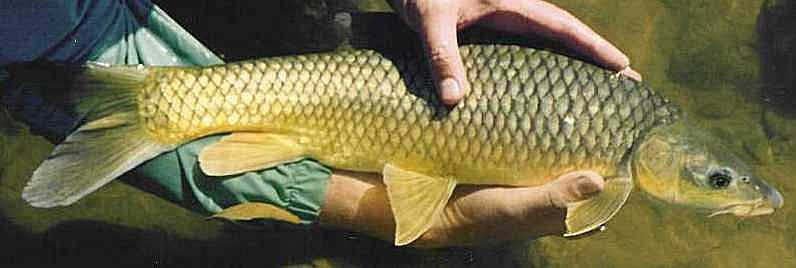
El pez amarillo de boca pequeña (Labeobarbus aeneus) es un popular pescado deportivo endémico del sistema fluvial Orange-Vaal

Siete especies son endémicas del sistema fluvial Vaal-Orange:
- Pez gato de roca (Austroglanis sclateri)
- Maloti redfin o Maloti minnow (Pseudobarbus quathlambae)
- Barbo de Namaquab (Barbus hospes)
- Sardina de río (Mesobola brevianalis)
- Pez amarillo (Labeobarbus aeneus)
- Largemouth yellowfish (Labeobarbus kimberlyensis)
- Pez de fango del río Orange (Labeo capensis)

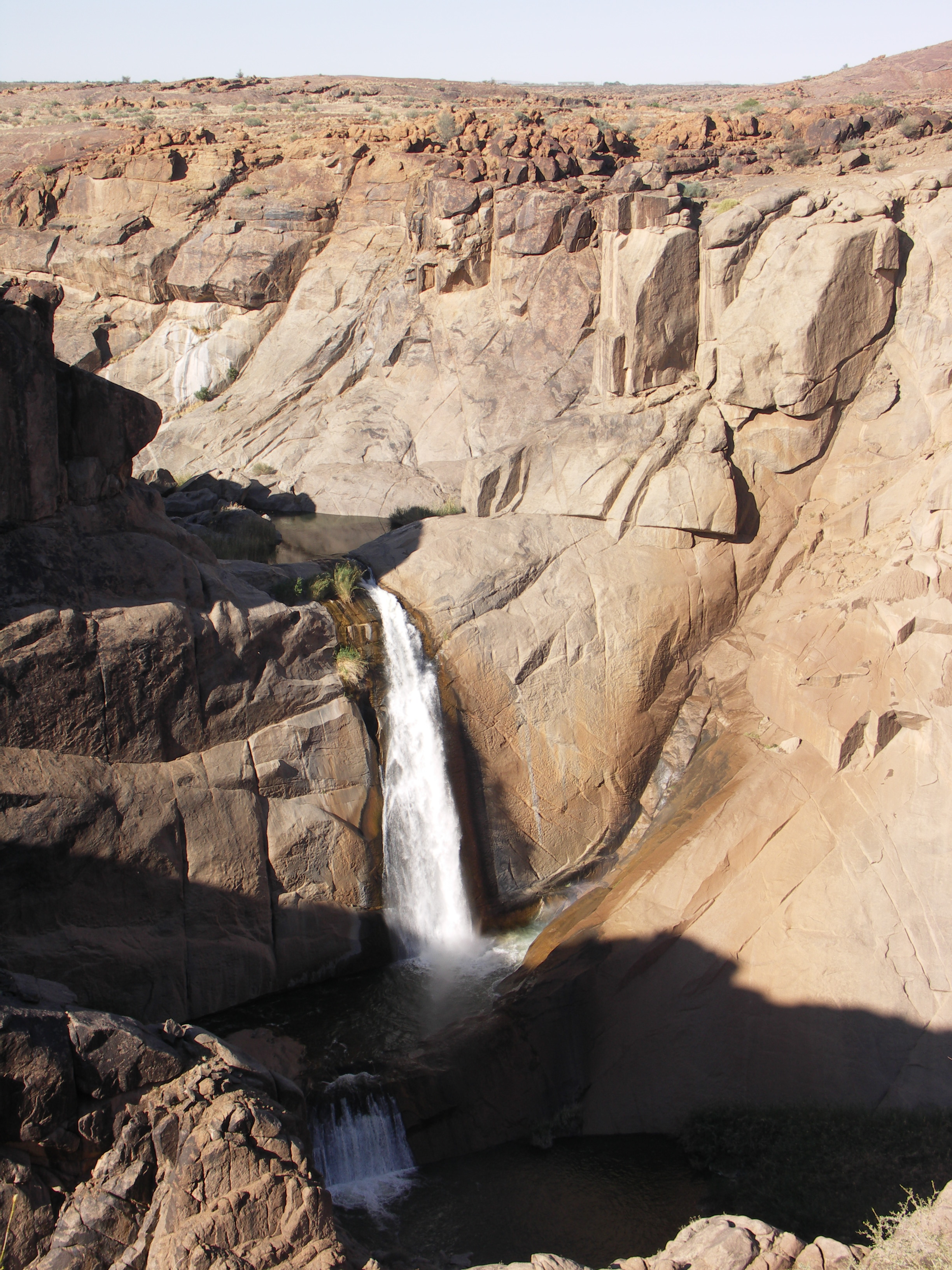
Cataratas gemelas en el Parque nacional de las Cataratas Augrabies